# Ébreuil
Ébreuil (okzitanisch Ebruelh) ist eine französische Gemeinde mit 1.292 Einwohnern (Stand 1. Januar 2022) im Département Allier in der Region Auvergne-Rhône-Alpes. Sie gehört zum Arrondissement Vichy und zum Kanton Gannat.

## Geografie
Die 23,22 Quadratkilometer umfassende Gemeinde liegt auf 310 m an der Sioule, die von hier aus in einem breiten, intensiv landwirtschaftlich genutzten Tal dem Allier zufließt. Hier münden auch die Zuflüsse Cèpe und Veauce in die Sioule. Ébreuil grenzt im Süden an das Département Puy-de-Dôme und ist zehn Kilometer von Gannat sowie 27 Kilometer von Vichy entfernt.

## Geschichte
Der Ort geht zurück auf ein Kloster, das spätestens 906 bei den Reliquien des heiligen Leodegar von Autun (um 616–679) gegründet und 1180 von den Benediktinern übernommen wurde. Davor muss hier schon eine karolingische Königspfalz bestanden haben, denn vor allem Ludwig der Fromme verbrachte als König von Aquitanien viele Winter hier, wie die Regesta Imperii berichten (RI I, Kommentare zu 333c + 515aa). 
Dessen Urenkel, der westfränkische, karolingische König Karl III. (der Einfältige) nahm zwischen 898 und 923 Mönche der Abtei Saint-Maixent (bei Poitiers) auf ihrer Flucht vor den Normannen hier in der Pfalz auf. Zur Unterbringung der von ihnen mitgebrachten Reliquien des Heiligen Leodegar (Saint-Léger) errichteten sie eine Kirche. Dies war der Anfang der hiesigen Abtei. 961 soll sie wieder aufgebaut worden sein. Eine Bulle Papst Paschalis II. stellte sie 1115 unter päpstlichen Schutz. Schließlich musste sie heruntergewirtschaftet 1768 vom Clermonter Bischof aufgelöst werden. (Craplet, Romanische Auvergne, 1992, unter Benutzung der "Chronique de Saint-Maixent", 1140/1979).

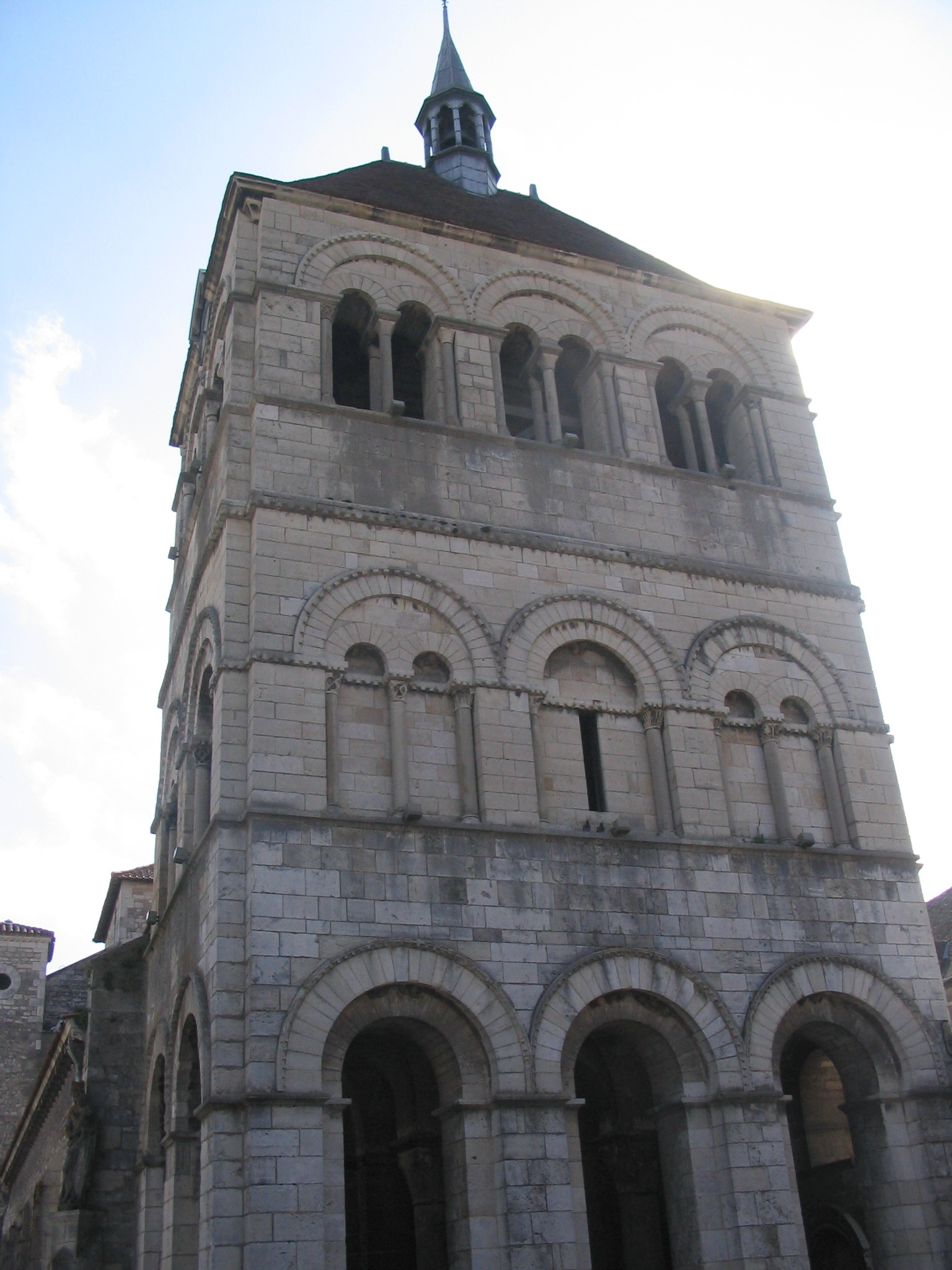
Ehemalige Abteikirche Saint-Léger
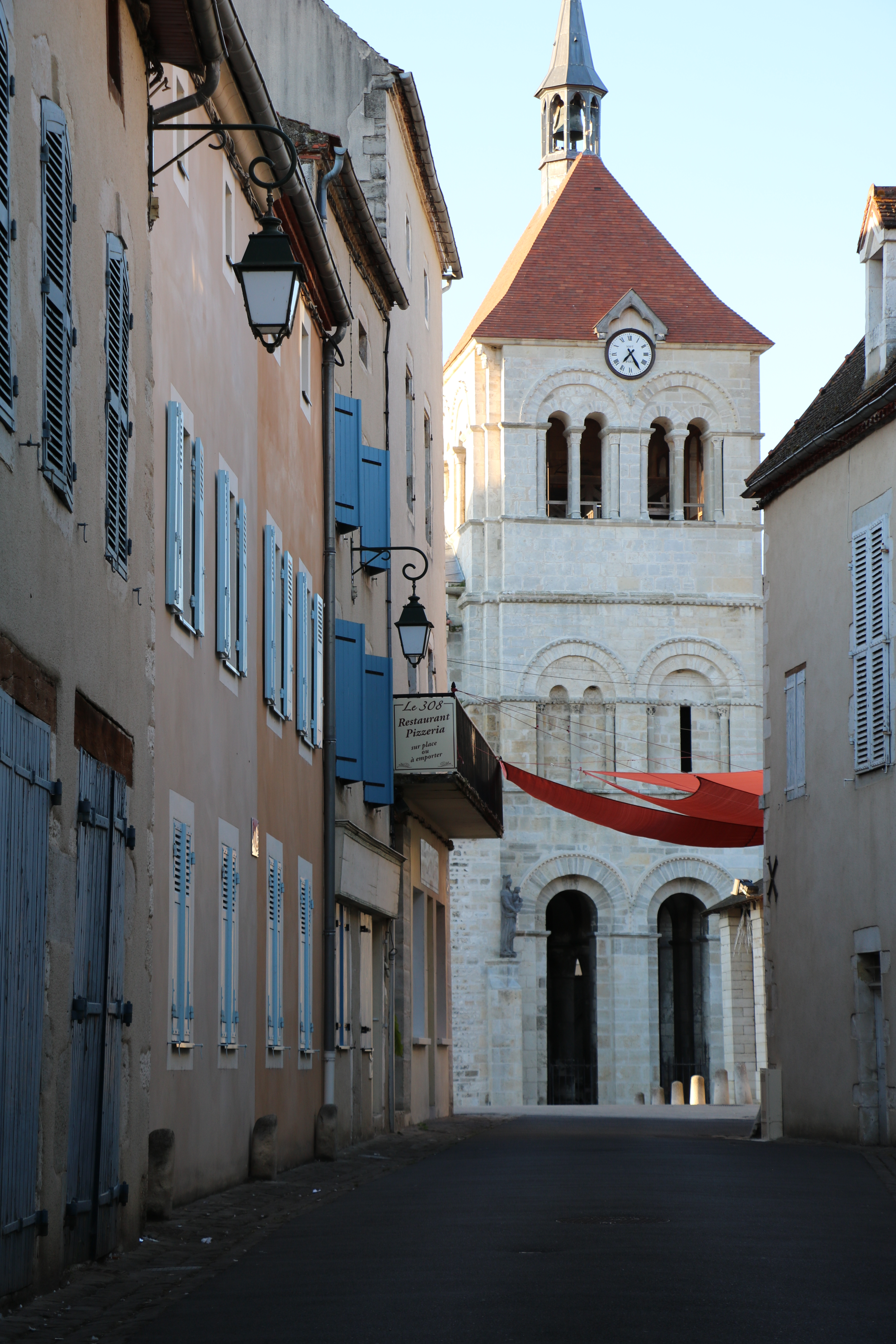
Blick auf den Kirchturm
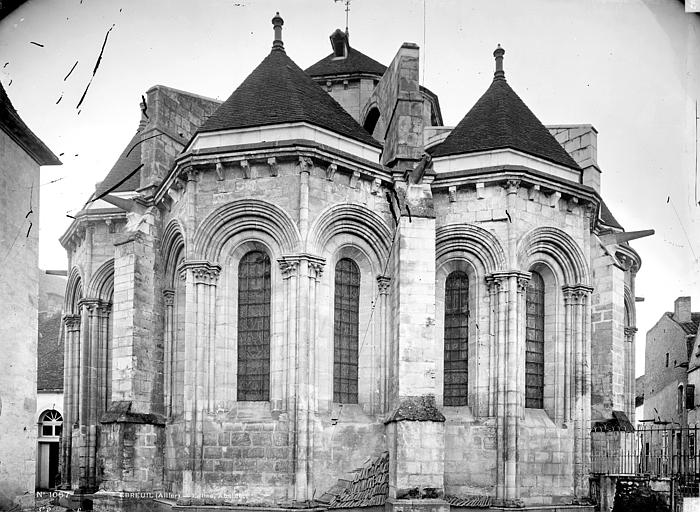
Chor der Kirche
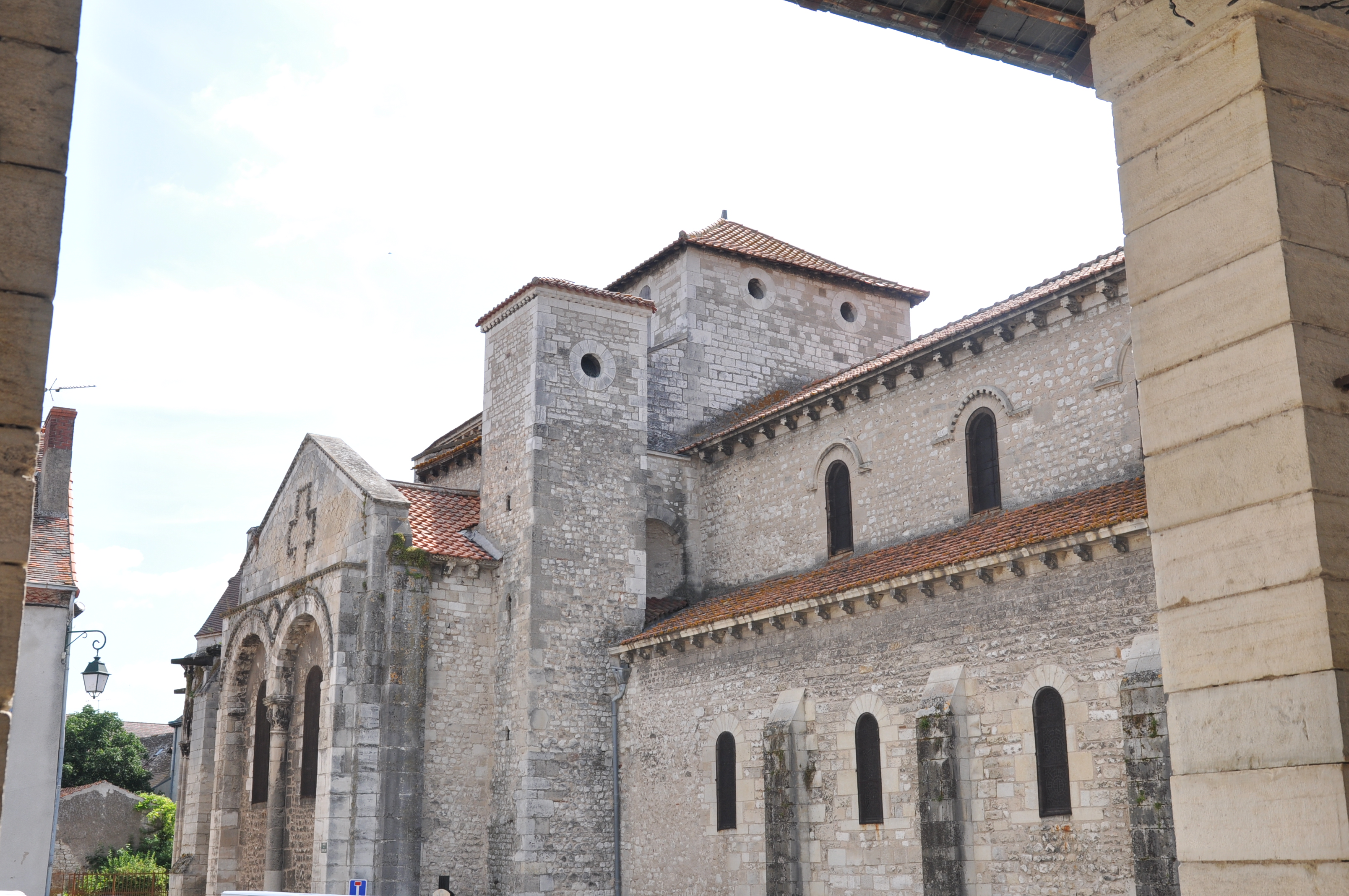
Langhaus und Vierung
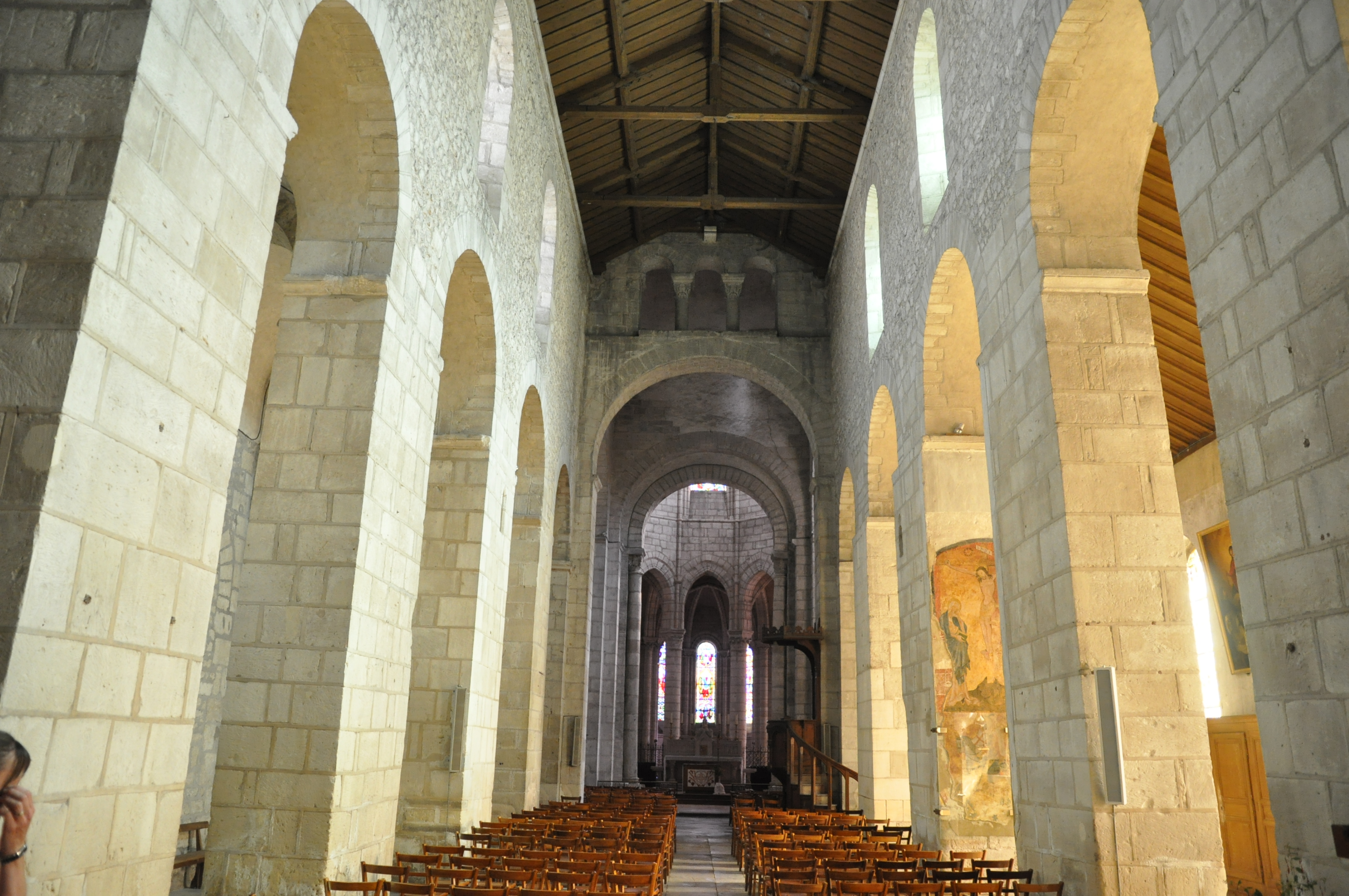
Mittelschiff

### Bevölkerungsentwicklung
| Jahr                       | 1962 | 1968 | 1975 | 1982 | 1990 | 1999 | 2006 | 2017 |
| -------------------------- | ---- | ---- | ---- | ---- | ---- | ---- | ---- | ---- |
| Einwohner                  | 1333 | 1347 | 1311 | 1222 | 1148 | 1230 | 1261 | 1271 |
| Quellen: Cassini und INSEE |      |      |      |      |      |      |      |      |

## Sehenswürdigkeiten
Siehe auch: Liste der Monuments historiques in Ébreuil

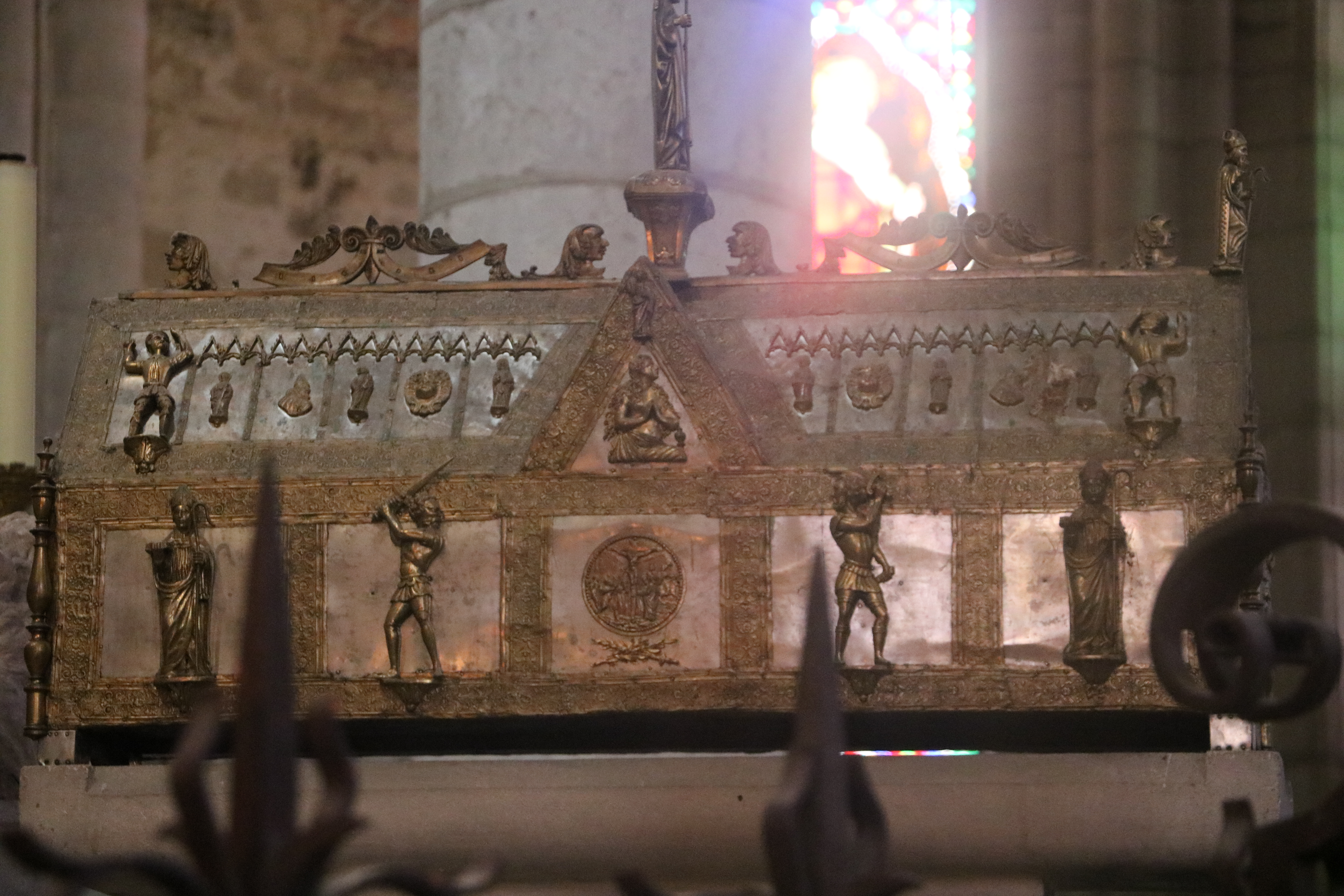
Reliquienschrein des Heiligen Léger (Leodegar von Autun)

- Kirche Saint-Léger, ehemalige Abteikirche Saint Léger, eines der frühen Beispiele für die auvergnatische Romanik (11. Jahrhundert); im 13. Jahrhundert frühgotisch umgebaut; schönes Portal; Fresken des 12. und 15. Jahrhunderts[2]; Hauptaltar des 16. Jahrhunderts, dahinter hölzerner, mit versilbertem Kupfer überzogener Reliquienschrein des hl. Léger; romanische Marienstatue.[3][4] Die Kirche ist seit 1914 ein Monument historique.[5]
- Ehemalige Kirche Notre-Dame (14. und 17. Jahrhundert), heute Salle des fêtes (Festsaal)
- Chapelle (Kapelle) du Châtelard, 16. Jahrhundert
- Chapelle (Kapelle) de La Grave, 16. Jahrhundert
- Hôpital, auf den Grundmauern des Klosters im 18. Jahrhundert errichtet
- Maison à échauguette, Herrenhaus des 15. Jahrhunderts
- Markthalle, erbaut Anfang des 19. Jahrhunderts, seit 1971 Monument historique
- Château du Chatelard (Schloss), 13.–16. und 19. Jahrhundert; seit 1761 im Besitz der Familie Pellissier de Féligonde
- Sioule-Brücke von 1825, 5-bögig[6]

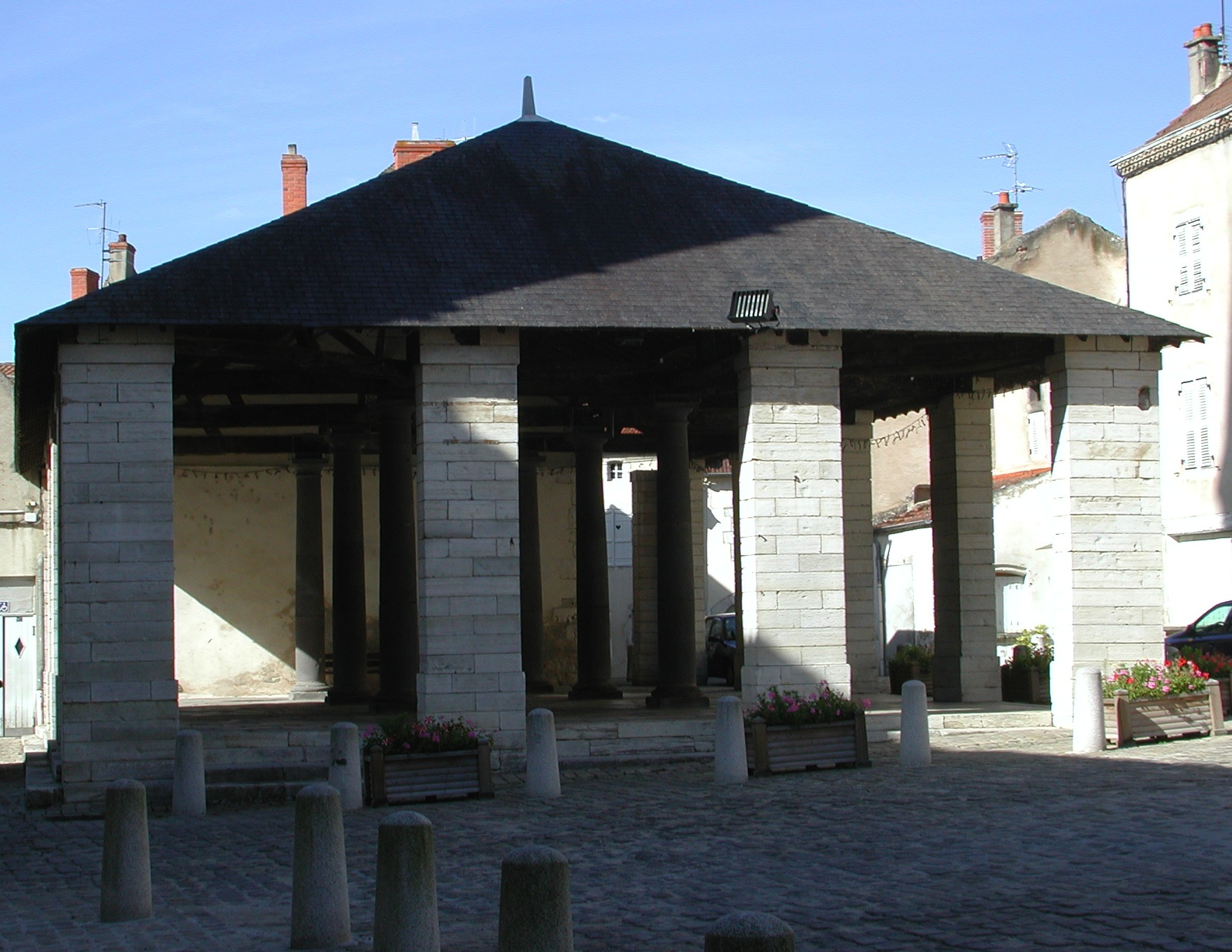
Markthalle
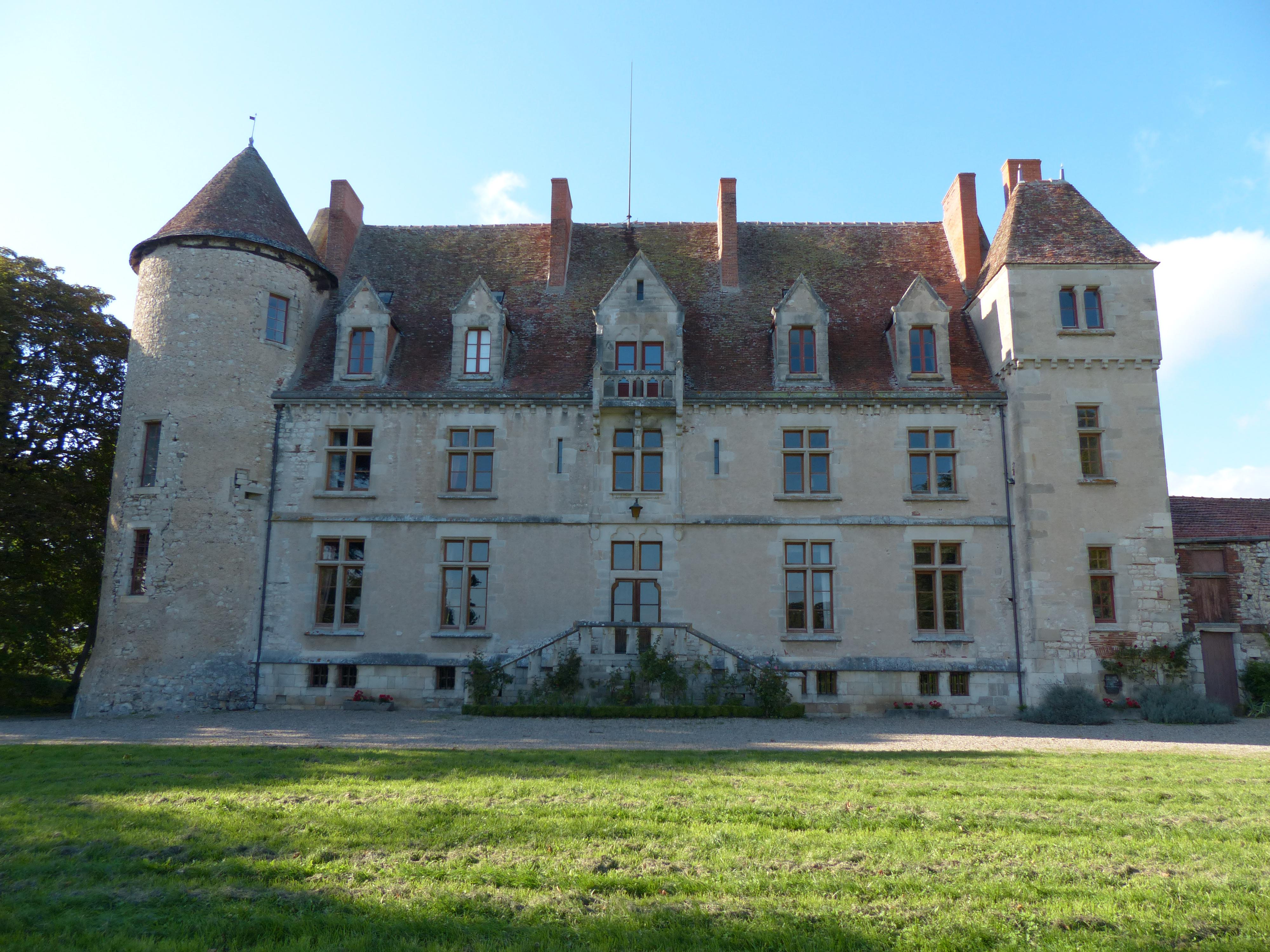
Château du Chatelard
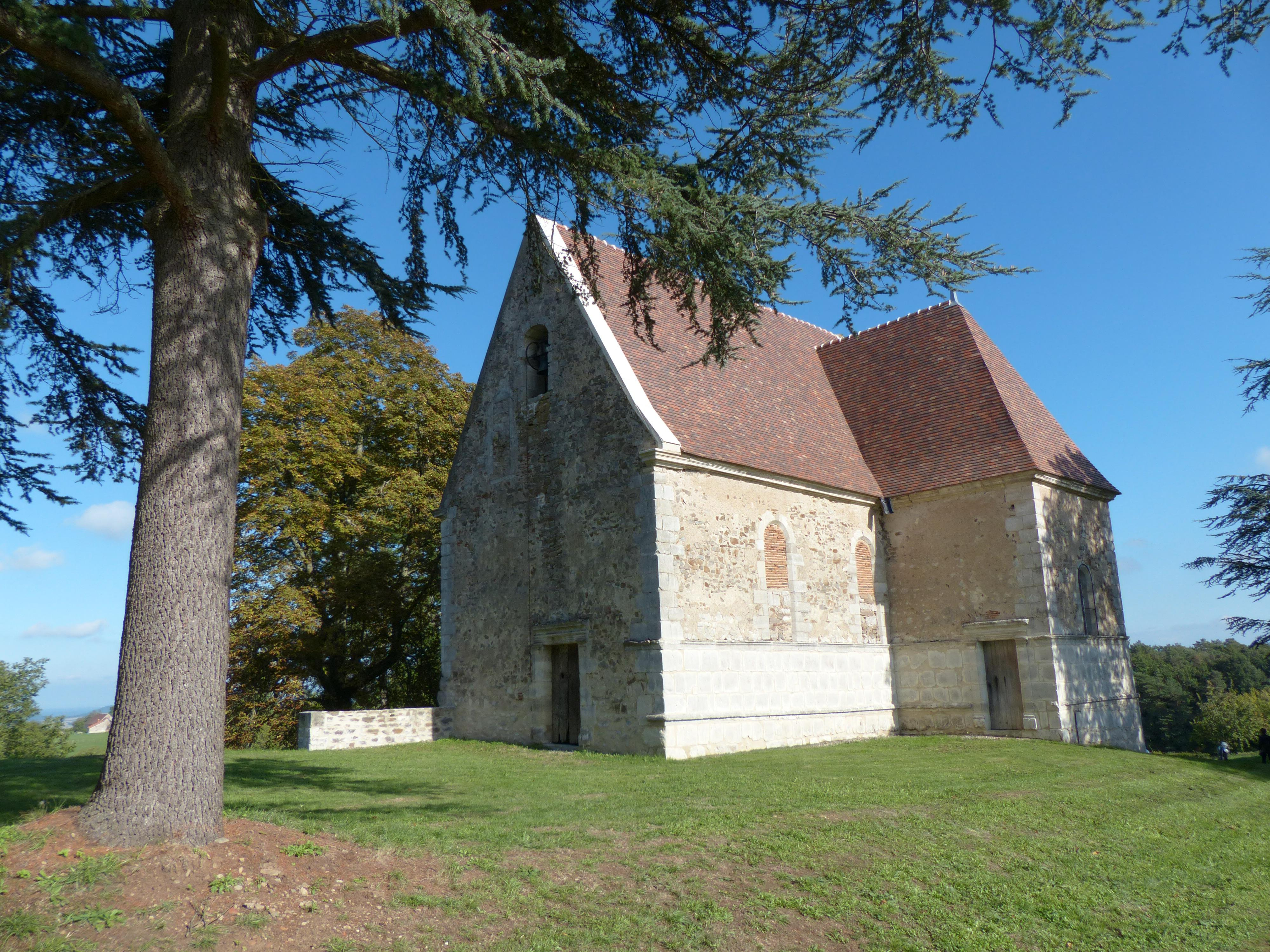
Schlosskapelle du Chatelard

## Sport
Im Jahr 2023 führte die Tour de France auf der 11. Etappe durch Ébreuil. Vor der Ortschaft Le Mercurol wurde auf der D998 mit der Côte de Mercurol (457 m) eine Bergwertung der 4. Kategorie abgenommen, die sich der Italiener Daniel Oss sicherte.

## Persönlichkeiten
- Jacques-François-Paul-Aldonce de Sade (1705–1778), Abt des Benediktinerklosters Saint-Léger d’Ebreuil, bei dem Marquis de Sade 1745–50 aufwächst

## Sonstiges
- In Ébreuil wurde 1960 der Film Fortunat nach dem gleichnamigen Roman von Michel Breitman gedreht.